# Berg (Haute-Franconie)
Pour les articles homonymes, voir Berg.
 (août 2024).
Berg est une commune de Bavière (Allemagne), située dans l'arrondissement de Hof, dans le district de Haute-Franconie.